# ريتشارد ليستير (عازف الأرغن)
ريتشارد ليستير (بالإنجليزية: Richard Lester)‏ هو عازف الأرغن بريطاني، ولد في 1945.

## وصلات خارجية
- الموقع الرسمي
- ريتشارد ليستير على موقع ميوزك برينز (الإنجليزية)
- ريتشارد ليستير على موقع أول ميوزيك (الإنجليزية)
- ريتشارد ليستير على موقع ديسكوغز (الإنجليزية)